# دمية خرقية
الدُّمية الخِرَقية هي لعبة أطفال. وهي شخصية من القماش، وهي دمية تُصنع تقليديًا من (ومحشوة) بقايا المواد الاحتياطية. وهي واحدة من أقدم ألعاب الأطفال الموجودة. اليوم، تُنتج العديد من دمى القماش تجاريًا لمحاكاة ميزات الدمى الأصلية محلية الصنع، مثل الملامح البسيطة وأجسام القماش الناعمة والملابس المرقعة.

## تاريخ
تقليديا مصنوعة في المنزل من (ومحشوة) قصاصات من المواد الاحتياطية، وهي واحدة من أقدم ألعاب الأطفال في الوجود. يوجد بالمتحف البريطاني دمية خرقية رومانية، وُجدت في قبر طفل ويعود تاريخها من القرن الأول إلى القرن الخامس الميلادي. تاريخيا، استخدمت الدمى المصنوعة من القماش كأشياء مريحة، ولتعليم الأطفال الصغار مهارات التنشئة. كانت تستخدم في كثير من الأحيان لتعليم الأطفال كيفية الخياطة، حيث يمكن للأطفال التدرب على خياطة الملابس للدمية وصنع بعض الدمى البسيطة بأنفسهم. في أمريكا، من الحقبة الاستعمارية حتى أوائل القرن العشرين، كان الأطفال من مختلف الأوضاع يلعبون بالدمى المصنوعة من الخرق أو قشور الذرة. بدأ الإنتاج الضخم للدمى المصنوعة من القماش حوالي عام 1830، عندما طُورت الطباعة الملونة على القماش لأول مرة.

## أنواع

### الأميش

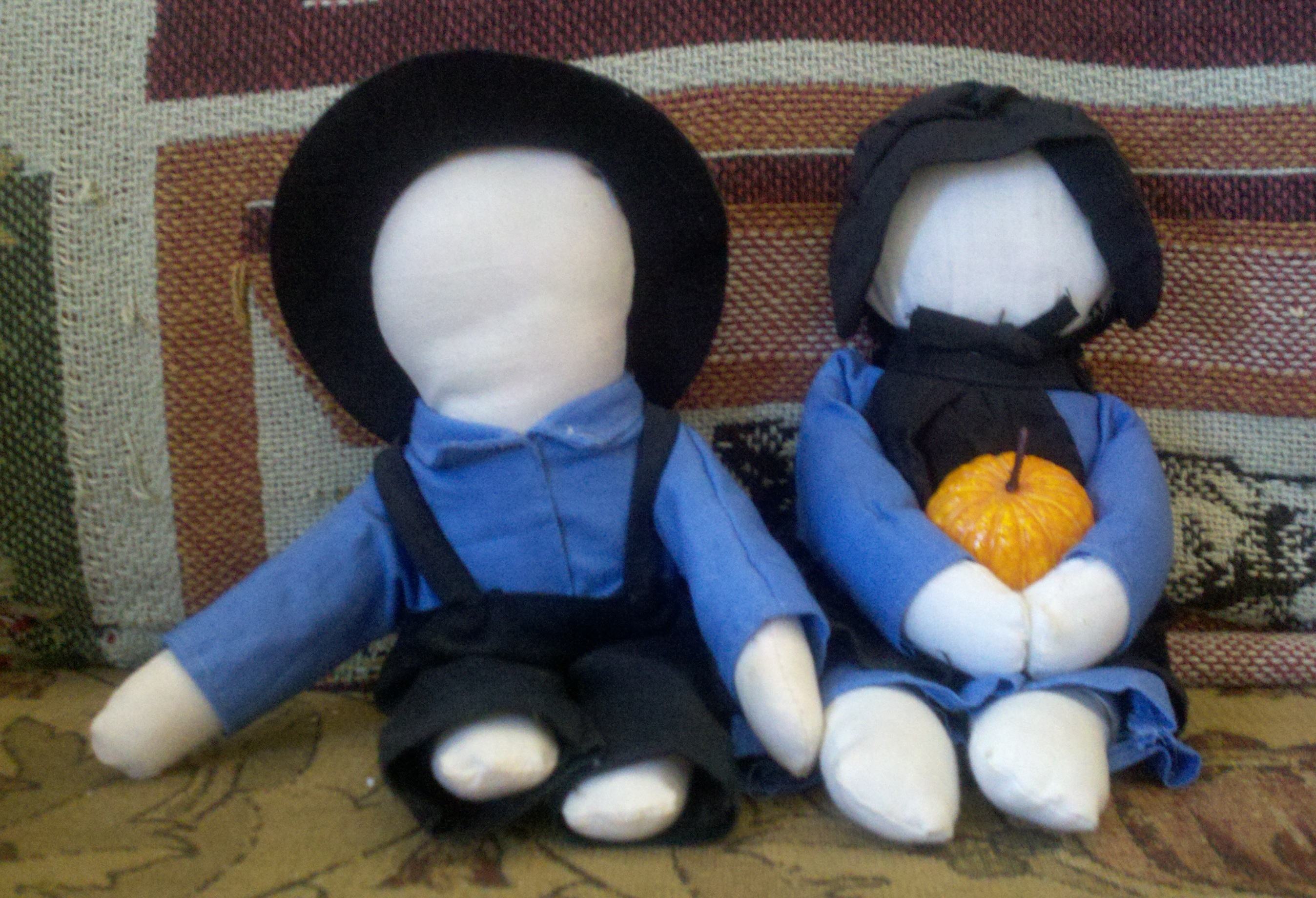
دمى الأميش مجهولي الهوية

دمى الأميش هي نوع من دمى الخرقية الأمريكية التقليدية التي نشأت كلعب أطفال بين شعب الأميش من النظام القديم. هذه الدمى عادة ليس لها ملامح الوجه.

### المكسيكية

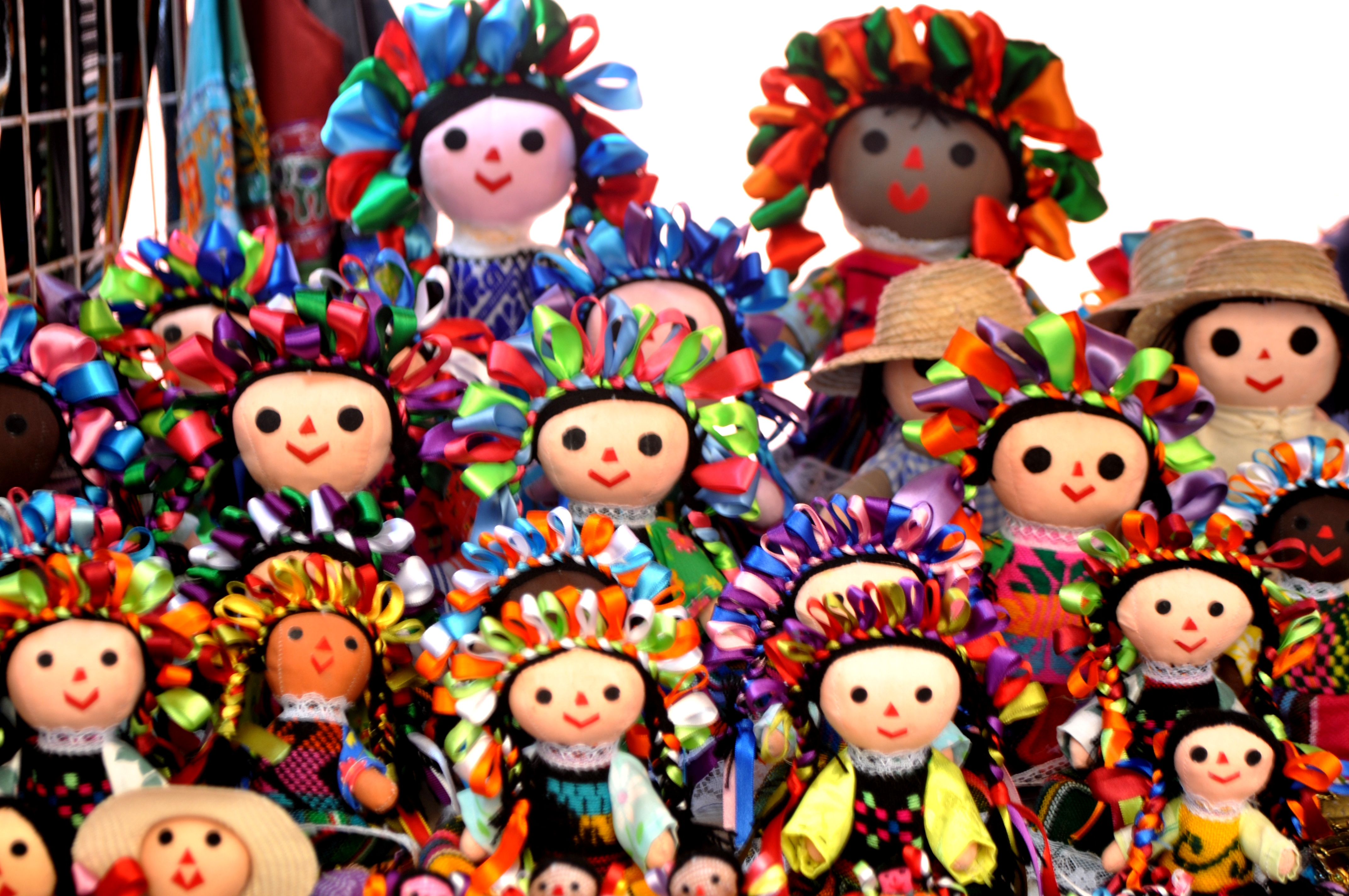
ترتبط دمى خرقية "ماريا" بشعب أوتومي في كويريتارو بالمكسيك.

### السلافية

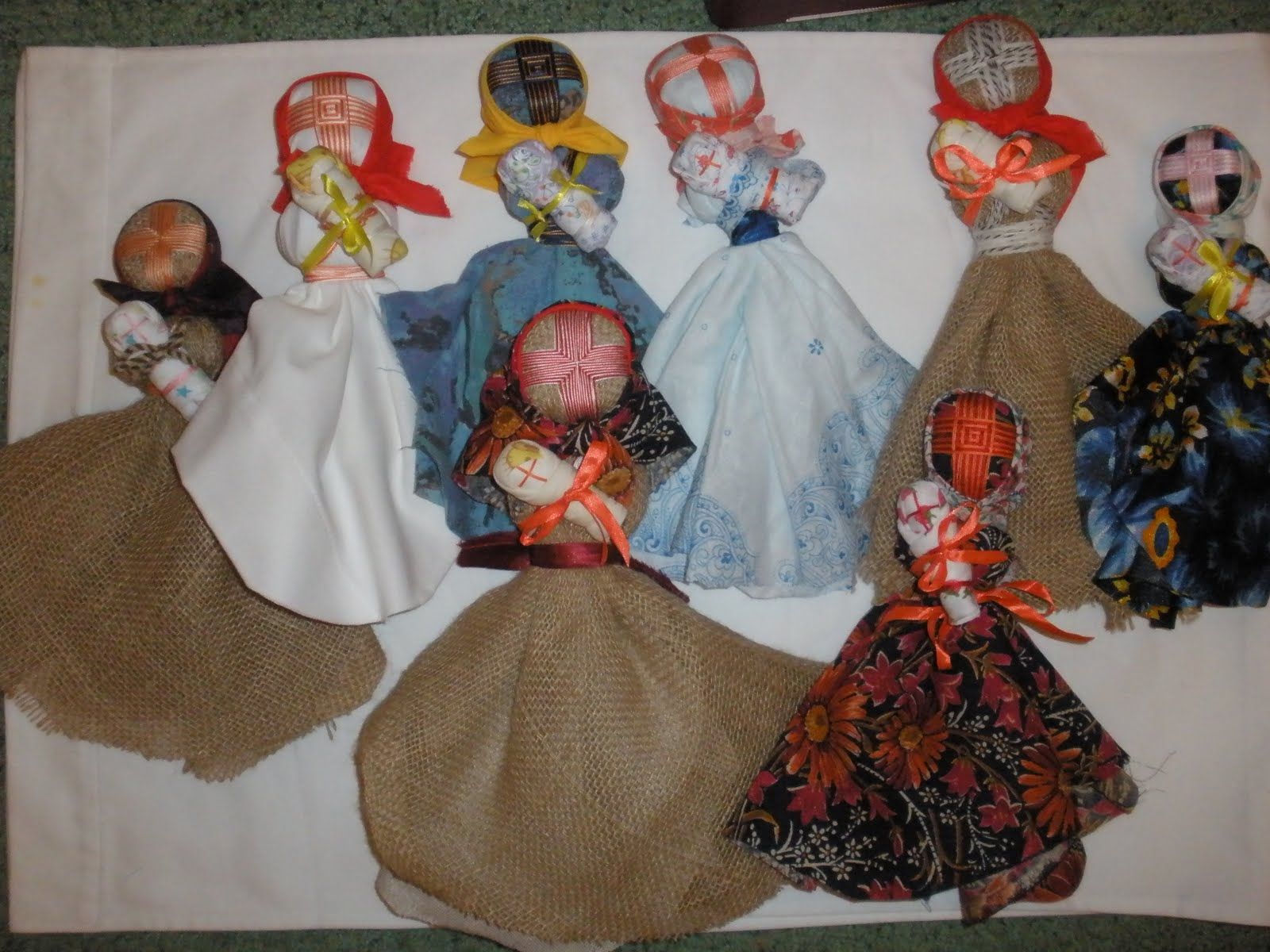
دمى موتانكا من أوكرانيا